# Lliga de Noies Alemanyes

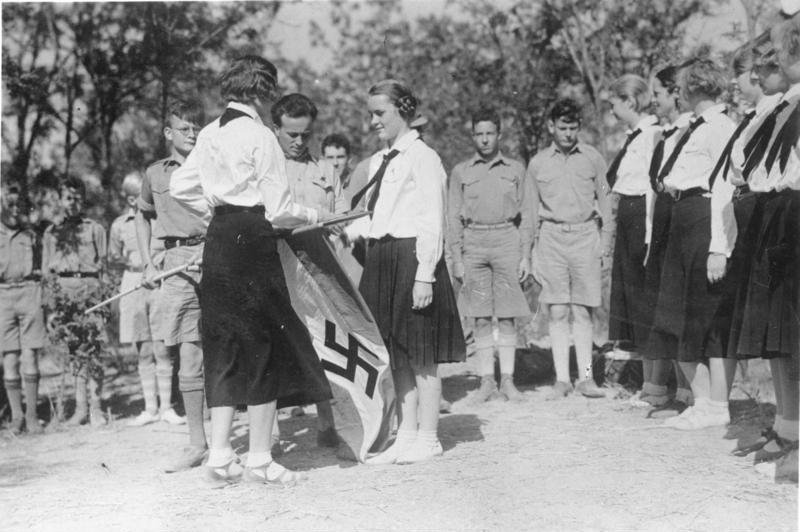
En un acte conjunt amb les Joventuts Hitlerianes.

La Lliga de Noies Alemanyes (en alemany: Bund Deutscher Mädel, abreviat com BDM) era la branca femenina del moviment juvenil del Partit Nazi, les Joventuts Hitlerianes. Era l'única organització juvenil femenina legal de l'Alemanya nazi.
Al principi, la Lliga constava de dues seccions: el Jungmädelbund («Lliga de noies joves») per a nenes de 10 a 14 anys, i la pròpia Lliga, per a noies de 14 a 18 anys. El 1938 s'hi va introduir una tercera secció, la BDM-Werk Glaube und Schönheit («Societat de Fe i Bellesa»), que era voluntària i era oberta a noies d'entre 17 i 21 anys.
Fundada el 1930, no va tenir gaire rellevància fins que els nazis van arribar al poder el 1933, però d'aleshores ençà va créixer ràpidament fins que adherir-s'hi va esdevenir obligatori el 1936.
Les membres havien de ser ciutadanes alemanys, àries, i lliures de malalties hereditàries. Mentre l'allistament no va ser de caràcter obligatori, la majoria de les joves eren portades per llurs familiars al reclutament. Amb posterioritat, al final de la guerra, diverses de les integrants manifestaren que l'organització els despertava un autèntic entusiasme, ja que els permetia de sentir-se útils i sentien que llur país les necessitava. A més a més, les responsabilitats que rebien a algunes els resultaven motivants.
Les joves membres de l'organització eren formades per adoptar les tradicions, de manera que aprenguessin a representar un rol de dona en la societat. Llur adoctrinament comprenia sovint ser enviades a treballar en granges per a famílies nombroses. Durant els últims mesos de la guerra, diverses noies van participar activament en la defensa del territori alemany, que era envaït pels aliats. Moltes d'elles van sacrificar llur vida a la batalla de Berlín. No es pot saber l'abast de la participació de la Lliga en la defensa de la ciutat, ja que les seves membres no en van prendre part de manera conjunta i coordinada, sinó que les noies més lleials al règim combatien de manera voluntària, tot unint-se a les Joventuts Hitlerianes i a la Wehrmacht.
Com altres membres de les forces alemanyes i part de la població, algunes de les membres de la Lliga van preferir el suïcidi a rendir-se als invasors. Amb la rendició de l'Alemanya nazi el 1945, l'organització va deixar d'existir de facto. El 10 d'octubre de 1945 va ser prohibida per la Comissió Aliada de Control juntament amb les altres organitzacions del Partit Nazi. Segons la Secció 86 del Codi Penal alemany, la Joventut de Hitler és una "organització inconstitucional" i no es permet la distribució o l'ús públic dels seus símbols, tret que sigui amb fins educatius o d'investigació.